# 안드류스 스케를라
안드류스 스케를라(리투아니아어: Andrius Skerla, 1977년 4월 29일 ~ )는 리투아니아의 프로 축구 감독이자 전 축구 선수로, 수비수로 활약했다. 그는 A 리가 클럽 헤겔만의 감독이다. 그는 리투아니아에서 잘기리스와 그의 경력을 시작했는데, 그곳에서 그의 활약은 네덜란드 클럽 PSV의 관심을 끌었다. PSV에서 단 25경기에 출전한 후, 스케를라는 2000년 던펌린 애슬레틱과 계약했다. 그는 셀틱과의 2004년 스코티시컵 결승전을 포함하여, 던펌린 소속으로 거의 200경기에 출전하여 5시즌을 보냈다.
2005년 던펌린을 떠난 후, 그는 동쪽으로 돌아왔고, 러시아의 톰 톰스크, 리투아니아의 베트라, 폴란드의 코로나 키엘체, 그리고 야기엘로니아 비아위스토크에서 뛰다가 고향 팀인 잘기리스에서 선수 생활을 마쳤다.
스케를라는 2020년 9월, 사울류스 미콜류나스에게 추월당할 때까지 84경기에 출전하여 리투아니아 역대 최다 출전 선수였다.

## 구단 경력

### 초기 경력
빌뉴스에서 태어난 스케를라는 네덜란드의 PSV 에인트호번이 1996년 그와 계약하기 전인 1995년 지역 클럽 잘기리스에서 선수 생활을 시작했다. 네덜란드에서의 성공적인 시즌 후, 스케를라는 스코티시 프리미어리그의 던펌린 애슬레틱과 계약했다.

### 던펌린 애슬레틱
스케를라는 던펌린 애슬레틱에서 가장 성공적인 축구를 했던 시기이다. 그는 2000년에 새로운 감독 지미 칼더우드와 계약을 맺었고, 곧바로 선발 라인업에 들어갔다. 던펌린에서의 성공적인 첫 시즌 후에 그는 스코틀랜드의 레인저스와 같은 많은 클럽들과 연결되었지만, 스케를라는 이스트 엔드 파크에 머물고 싶다고 주장했다. 스케를라는 아마도 2004년 셀틱과의 스코티시컵 결승전에서 던펌린의 유일한 골을 득점하여 던펌린 팬들에게 기억될 것이다.

### 톰 톰스크
2005년 3월, 스케를라는 새로운 도전을 찾기로 결정하면서 던펌린을 떠나고 싶다고 발표했다. 러시아 팀인 루빈 카잔이 던펌린의 선수 평가에 부합하지 않아 입찰에 실패한 후, 스케를라는 이적을 원한다는 결정을 다시 반복했고, 결국 20만 파운드에 톰 톰스크로 이적했다.

### 야기엘로니아 비아위스토크
스케를라는 야기엘로니아 비아위스토크 소속으로 엑스트라클라사에서 뛰었다. 스케를라는 야기엘로니아 소속으로 2010년 폴란드컵 결승전에서 골을 넣었고, 2010-11년 시즌 처음으로 유럽 대회에 출전할 수 있도록 도왔다.

## 국가대표팀 경력
2006년 10월 7일, 스케를라는 페로 제도와의 경기에서 첫 국제 골을 넣으며 리투아니아 국가대표팀으로 50번째 경기에 출전했다. 2011년 10월 11일, 체코와의 경기에서 패배한 후 스케를라는 국제 축구계에서 은퇴했다.